# Historia Mandatu Palestyny
Uzasadnienie: Zakres tematyczny obu artykułów pokrywa się.
Historia Mandatu Palestyny omawia historię Palestyny w okresie od 1920 do 1948 roku, gdy powstało współczesne państwo Izrael.

## Historia

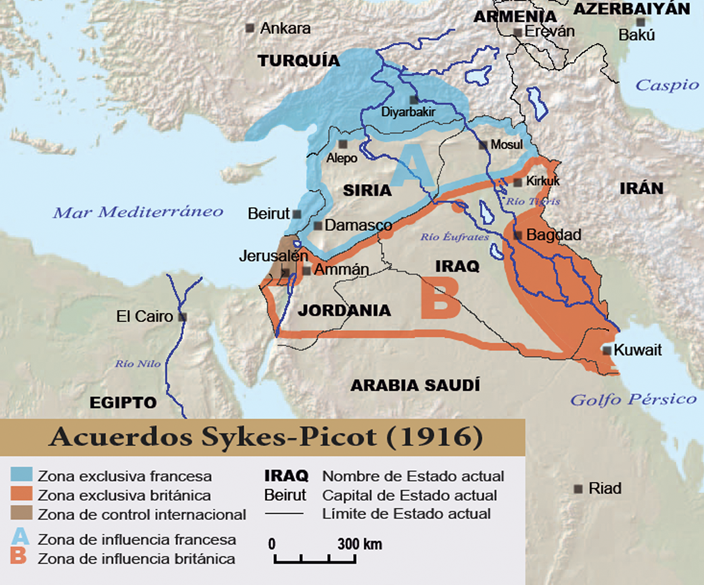
Plan podziału Bliskiego Wschodu – Sykes-Picot – 1916 r.

W 1916 roku doszło do zawarcia tajnego układu francusko-brytyjskiego (M. Sykes-S. Picot) o podziale Bliskiego Wschodu na sfery wpływów. Porozumienie zakładało uznanie niezależnego państwa arabskiego lub konfederacji państw arabskich w Palestynie, ale z rządem międzynarodowym. Nie uwzględniono postulatów środowisk syjonistycznych, a jedynie memorandum komitetu żydowsko-angielskiego, który żądał równouprawnienia dla Żydów w Palestynie.
W październiku 1916 roku żydowscy syjoniści przedstawili rządowi brytyjskiemu oddzielne memorandum, w którym przedstawili własne stanowisko w sprawie Palestyny. Postulowali uznanie przez rząd Wielkiej Brytanii siedziby narodowego żydostwa w Palestynie. Realizacja siedziby miałaby nastąpić na drodze autonomii narodowej, poprzez wspieranie emigracji i kolonizacji w Palestynie. Szczegóły miałyby zostać sformułowane na podstawie oddzielnych porozumień między rządem brytyjskim i przedstawicielami Światowej Organizacji Syjonistycznej. W lutym 1917 roku nowy rząd brytyjski spotkał się z przedstawicielami Światowej Organizacji Syjonistycznej: Rothschildem, Weizmanem i Sokołowem. Postulowali oni, aby Wielka Brytania objęła protektorat nad Palestyną oraz udzieliła państwowego czarteru dla żydowskiej imigracji i kolonizacji. Chaim Weizman, przewodniczący Światowej Organizacji Syjonistycznej, uzyskał poparcie brytyjskie dla projektów żydowskich w postaci słynnej deklaracji Balfoura (2 listopada 1917 roku).
Po zakończeniu wojny w 1918 roku pojawiły się spory w kwestii przyszłości Palestyny. Francja opierała się na realizacji postanowień tajnej umowy Sykes-Picot (z 1916 r.), na mocy której miało powstać wielkie państwo arabsko-muzułmańskie pod nazwą Zjednoczona Syria. Szejk Mekki Hussein również opowiadał się za utworzeniem jednego państwa arabskiego. Natomiast stosunek brytyjski do Palestyny i syjonizmu był co najmniej dwuznaczny. Wobec braku zdecydowania zachodnich mocarstw, na Bliskim Wschodzie powstały dwa protektoraty:
- Protektorat Francuski – obejmujący obszar dzisiejszej Syrii i Libanu oraz
- Protektorat Brytyjski – obejmujący obszar Palestyny, Transjordanii i Iraku[1].

### San Remo
19 kwietnia 1920 roku zebrała się w San Remo Naczelna Rada Koalicji. Wielką Brytanię reprezentował George Curzon. Francję reprezentował Milleard. Obydwa państwa zgodziły się na realizację deklaracji Balfoura z 1917 roku. Celem wspólnego działania miało być stworzenie dla Żydów siedziby narodowej w Palestynie, przy czym miały być zagwarantowane wszystkie prawa religijne i obywatelskie Arabów. Umowa ta została włączona do traktatu pokojowego z Turcją.

### Mandat brytyjski nad Palestyną
1 lipca 1920 roku oficjalnie Palestyna przypadła Wielkiej Brytanii, na mocy traktatu pokojowego z Turcją. Zaczął się okres brytyjskiej administracji cywilnej w Brytyjskim Mandacie Palestyny. Na czele brytyjskiego Ministerstwa Kolonii zasiadał wówczas Winston Churchill.
W styczniu 1921 roku Arabowie zorganizowali w Gichem wielką demonstrację przeciwko żydowskiej kolonizacji w Palestynie. Na wiosnę powstała arabska Najwyższa Rada Muzułmańska, która była reprezentacją religijną uznawaną przez brytyjską administrację. Przewodniczącym był wielki mufti Jerozolimy szejk Haj Muhammad Amin al-Hussein. Arabowie zwrócili się do Winstona Churchilla z petycją żądającą samodzielności państwowej, cofnięcia deklaracji Balfoura i powstrzymania swobodnej emigracji żydowskiej do Palestyny. Churchill oświadczył, że „deklaracja obok siedziby żydowskiej przewiduje również siedzibę arabską”.

### Arabskie rozruchy 1921
W maju 1921 roku Arabowie dokonali krwawych pogromów Żydów w Jafie, jak również w Judei i Samarii (osady Petach Tikwa, Kefar Sawa, Hadera i Rechowot). Tel Awiw został obroniony przez pułkownika Margolina, który bez pozwolenia brytyjskich władz wojskowych przybył tam na czele kilkuset żydowskich legionistów. W innych miejscach przez 3 dni grabiono i mordowano Żydów.
Rozruchy zostały powstrzymane przez brytyjskie wojsko.
W starciach zginęło ogółem 79 Żydów i 48 Arabów. Arabowie po raz kolejny zażądali od Brytyjczyków cofnięcia prawa swobodnej emigracji żydowskiej do Palestyny. Groźbą były kolejne rozruchy i pogromy ludności żydowskiej.

### Emirat Transjordański
Aby uspokoić Arabów, Wielka Brytania zdecydowała się w 1921 roku podzielić terytorium mandatowe Palestyny. Odcięto wówczas całe terytorium położone na wschód od rzeki Jordan z obszaru, do którego odnosiła się deklaracja Balfoura.
Ustanowiono tam arabskie państwo – Emirat Transjordanii. W 1922 roku Liga Narodów zatwierdziła proklamowanie Emiratu Transjordańskiego. Terytorium to pozostawało pod administracją Wielkiej Brytanii do roku 1946, gdy ogłosiło ono niepodległość jako Królestwo Transjordanii. Od 1949 jego oficjalna nazwa brzmi Jordańskie Królestwo Haszymidzkie.
Gdy w 1922 roku brytyjskie władze mandatowe przeprowadziły spis ludności w Palestynie, oficjalne wyniki mówiły, że pośród 752 tys. mieszkańców kraju żyje 84 tys. Żydów (11,17% ogółu mieszkańców).

### Pierwsza biała księga
Rząd Wielkiej Brytanii nadal działając pod arabskimi naciskami opublikował 18 czerwca 1922 roku pierwszą białą księgę.
Ograniczała ona żydowską imigrację do Palestyny. Dokument został podpisany przez Winstona Churchilla.
Od tej pory brytyjskie władze mandatowe przydzielały Żydom certyfikaty na określoną liczbę imigrantów, którzy w danym okresie mogli przybyć i osiedlić się w Palestynie.
24 lipca 1922 roku Liga Narodów przyjęła projekt Brytyjskiego Mandatu Palestyny z następującym komentarzem: „Odbudowa Żydowskiej Siedziby Narodowej ma się dokonać bez żadnego uszczerbku dla praw ludności arabskiej w Palestynie”.
23 września 1923 roku Rada Ligi Narodów oficjalnie przyznała Wielkiej Brytanii mandat Palestyny. Uchwała Ligi Narodów zalecała Wielkiej Brytanii budowę siedziby narodowej Żydów w Palestynie.
W tym samym czasie Kongres Stanów Zjednoczonych i prezydent Warren G. Harding zaakceptowali deklarację Balfoura.

### Czwarta alija (1924–1931)

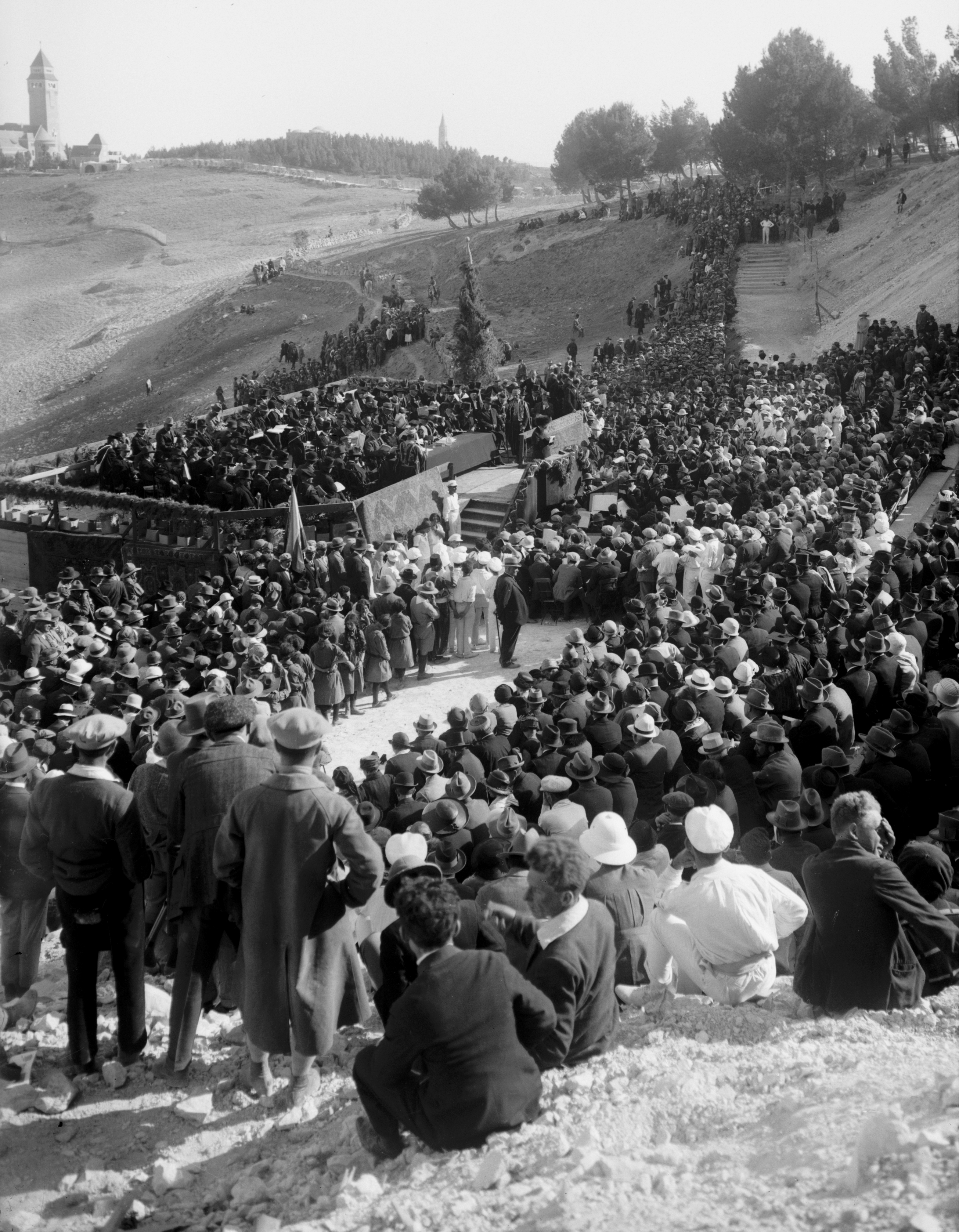
Założenie Uniwersytetu Hebrajskiego w Jerozolimie – 1925 rok

W latach 1924–1931 do Palestyny przybyła kolejna fala żydowskich imigrantów. Szacuje się, że w tym okresie w Palestynie osiedliło się około 80 tys. Żydów (w tym prawie 62 tys. Żydów polskich). Byli to rzemieślnicy i drobni przedsiębiorcy, którzy nie widzieli możliwości działania politycznego w Polsce. Ich napływ do Palestyny był silnym impulsem rozwoju.
1 kwietnia 1925 roku w Jerozolimie powstał Uniwersytet Hebrajski (HaUniwersita HaIwrit beJeruszalaim).

### Rozruchy arabskie w 1925
W 1925 roku Arabowie ponownie zaatakowali osiedla żydowskie w Palestynie. Tym razem rzezi zapobiegły oddziały militarnej żydowskiej Hagany. Pomimo tego, w wielu miejscach doszło do pogromów. Między innymi w Hebronie zginęło 150 żydowskich wychowanków szkoły rabinackiej. W całej Palestynie kilkuset Żydów zostało rannych. Rozruchy zostały powstrzymane przez brytyjskie wojska przybyłe z Egiptu.
Podczas dochodzenia, brytyjska komisja uznała Arabów za stronę atakującą, ale Żydów obciążyła winą za zaistniałe wydarzenia. Sądy jednakowo karały Żydów i Arabów.

### Rozruchy arabskie w 1929

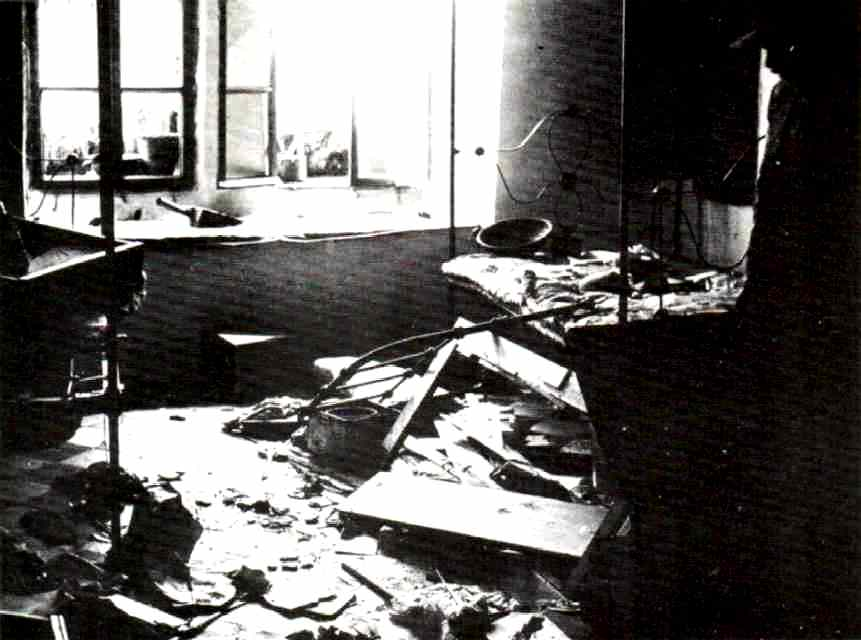
Zniszczone żydowskie domy po pogromie w Hebronie – 1929 rok

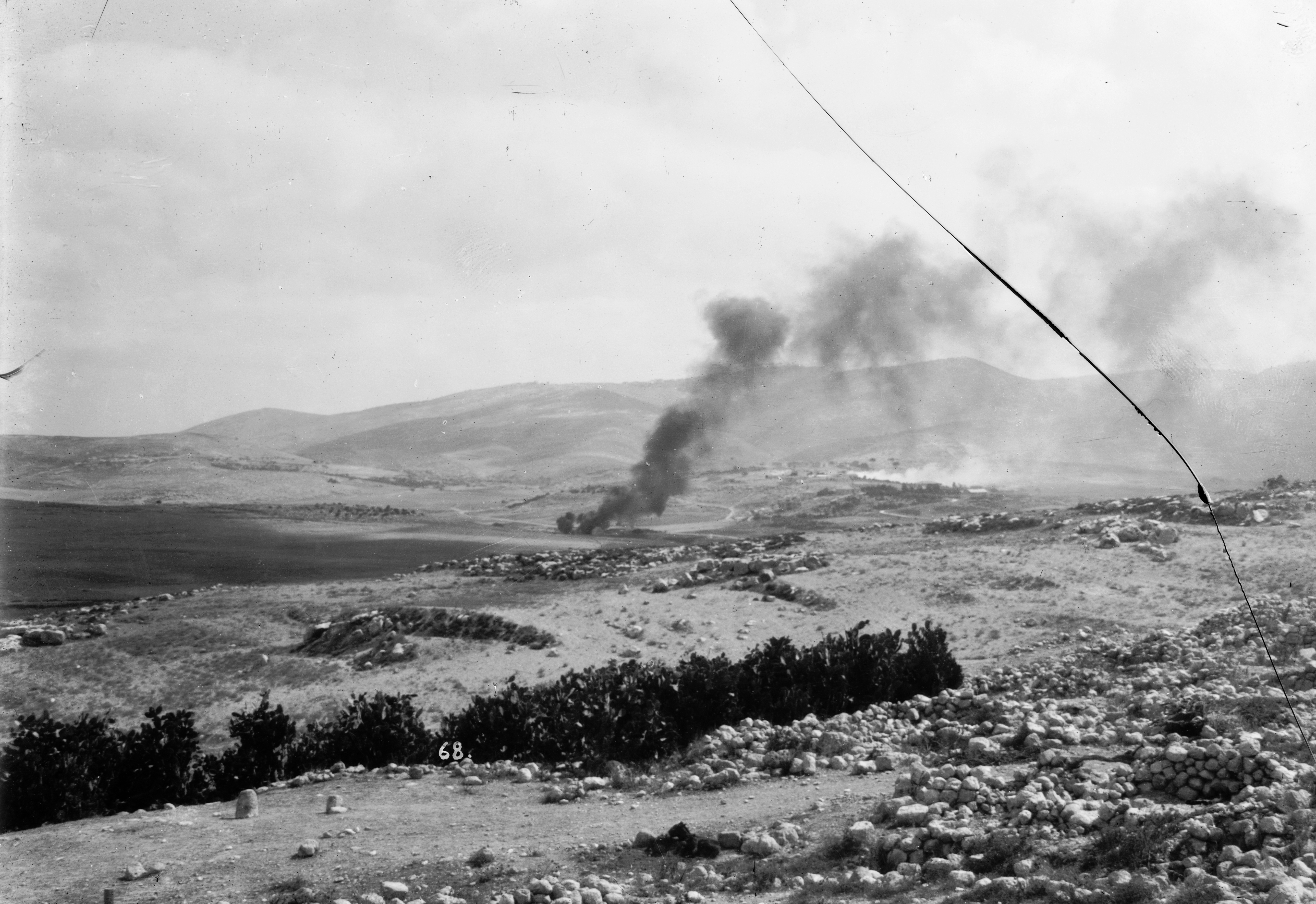
Płonąca wieś Artuf – sierpień 1929 roku

We wrześniu 1928 roku zaczął narastać konflikt żydowsko-arabski w Jerozolimie.
24 września 1928 roku, sługa synagogi (szames), na polecenie rabinów, ustawił przy Murze Zachodnim ogrodzenie oddzielające miejsce modlitw kobiet i mężczyzn. Było to zgodne z tradycją żydowską. Zaprotestowali przeciwko temu Arabowie, żądający od władz brytyjskich usunięcia tej inwestycji z obrębu Wzgórza Świątynnego. Brytyjczycy ugięli się pod naciskiem Arabów. Wówczas zaprotestowali Żydzi, jednakże arabscy robotnicy rozpoczęli prace budowlane utrudniające żydowskie modły pod Murem Zachodnim.
16 sierpnia 1929 roku ortodoksyjna młodzież żydowska, za zgodą brytyjskich władz, urządziła w Jerozolimie pochód ku Murowi Zachodniemu. Arabowie odpowiedzieli spontaniczną demonstracją, która przerodziła się w gwałtowne rozruchy antyżydowskie, podczas których zniszczono otoczenie Muru Zachodniego. W następnych dniach zamieszki objęły inne miasta Palestyny. W Hebronie doszło do pogromu Żydów. W odwecie grupy Żydów zaatakowały meczety w Jafie i Jerozolimie.
W starciach zginęło ogółem 133 Żydów, a 399 zostało rannych. Zginęło także 87 Arabów, a rannych zostało 91.
31 marca 1930 roku raport opublikowała Komisja Shawa, która prowadziła dochodzenie po rozruchach żydowsko-arabskich. Komisja zalecała wprowadzenie ostrych restrykcji policyjnych, ze szczególnym uwzględnieniem ograniczenia żydowskiej imigracji do Palestyny.
22 sierpnia 1930 roku sir John Hope-Simpson przedłożył swój raport rządowi brytyjskiemu, w którym stwierdzał, że arabska Palestyna nie ma przed sobą żadnej przyszłości gospodarczej. Jedynym rozsądnym rozwiązaniem jest żydowska imigracja i tworzenia nowych osad. Należało jednak dla zachowania spokoju mocno ograniczać żydowską imigrację.
W 1930 roku na niewielką skalę wybuchły rozruchy arabskie w Nablusie. Równocześnie w całej Palestynie zanotowano wiele morderstw dokonywanych na Żydach.

### Druga biała księga

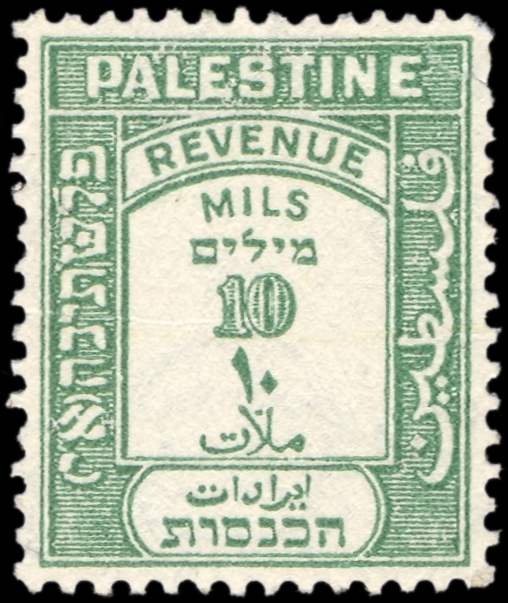
Znaczek pocztowy Mandatu Palestyny – 1928 rok

20 października 1930 roku Lord Passfield opublikował w imieniu rządu Wielkiej Brytanii drugą białą księgę, która ograniczała napływ żydowskich imigrantów do Palestyny.
W szczególności blokowała ona możliwość zakupu nowych ziem przez Żydów w Palestynie. Dokument podpisał minister kolonii, Lord Passfield.
Dokonany w 1931 roku spis ludności Palestyny wykazał w oficjalnych danych, że na 1 mln 36 tys. mieszkańców znajduje się 175 tys. Żydów (16,87% ogółu mieszkańców).

### Piąta alija (1931–1940)
W latach 1931–1940 piąta fala żydowskich imigrantów przybyła do Palestyny. Szacuje się, że w tym okresie około 250 tys. Żydów osiedliło się w Palestynie. W tej liczbie znajdowało się około 100 tys. Żydów niemieckich, którzy uciekali przed nazizmem z Europy.
W latach 1934–1948 nasiliła się nielegalna żydowska imigracja w Palestynie – ha’apalah (alija bet).

### Rewolta arabska z 1936

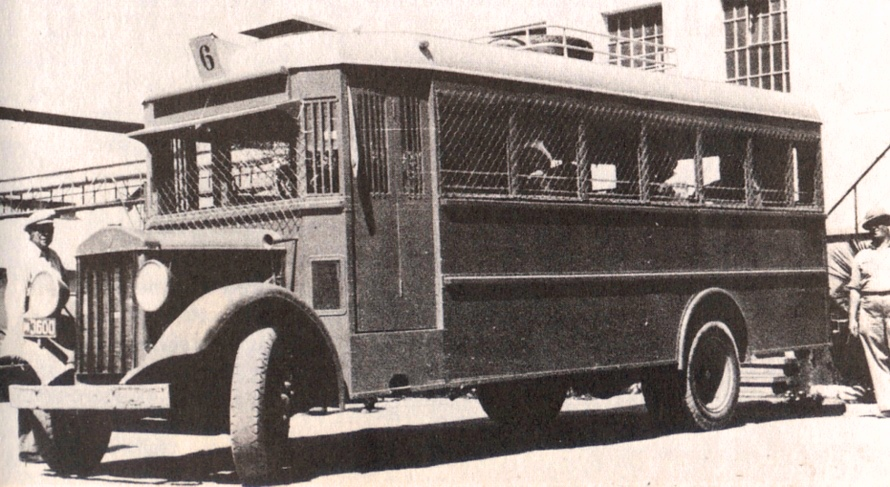
Żydowski autobus zabezpieczony przed arabskimi atakami – 1936 rok

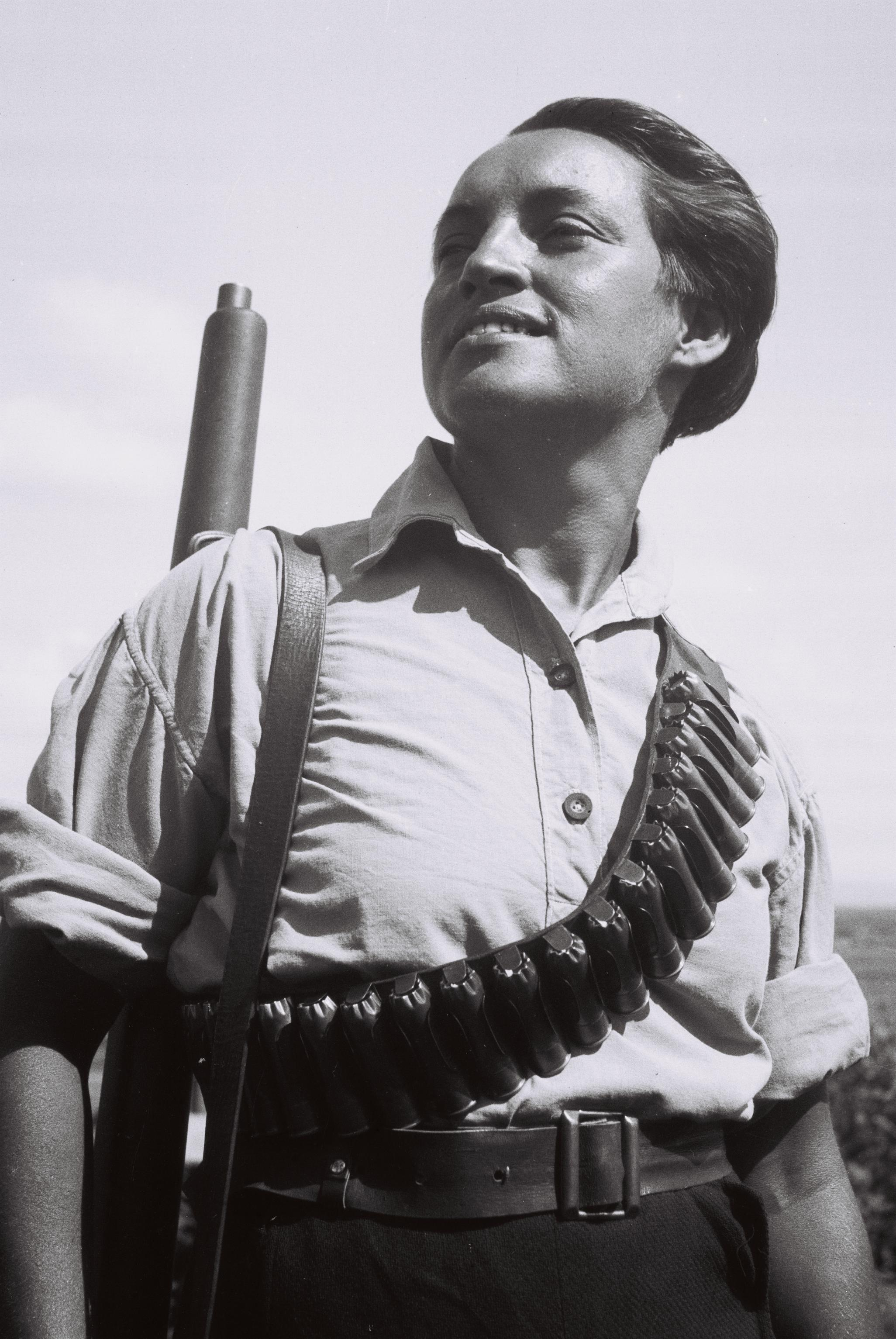
Żydowska strażniczka kibucu (1936)

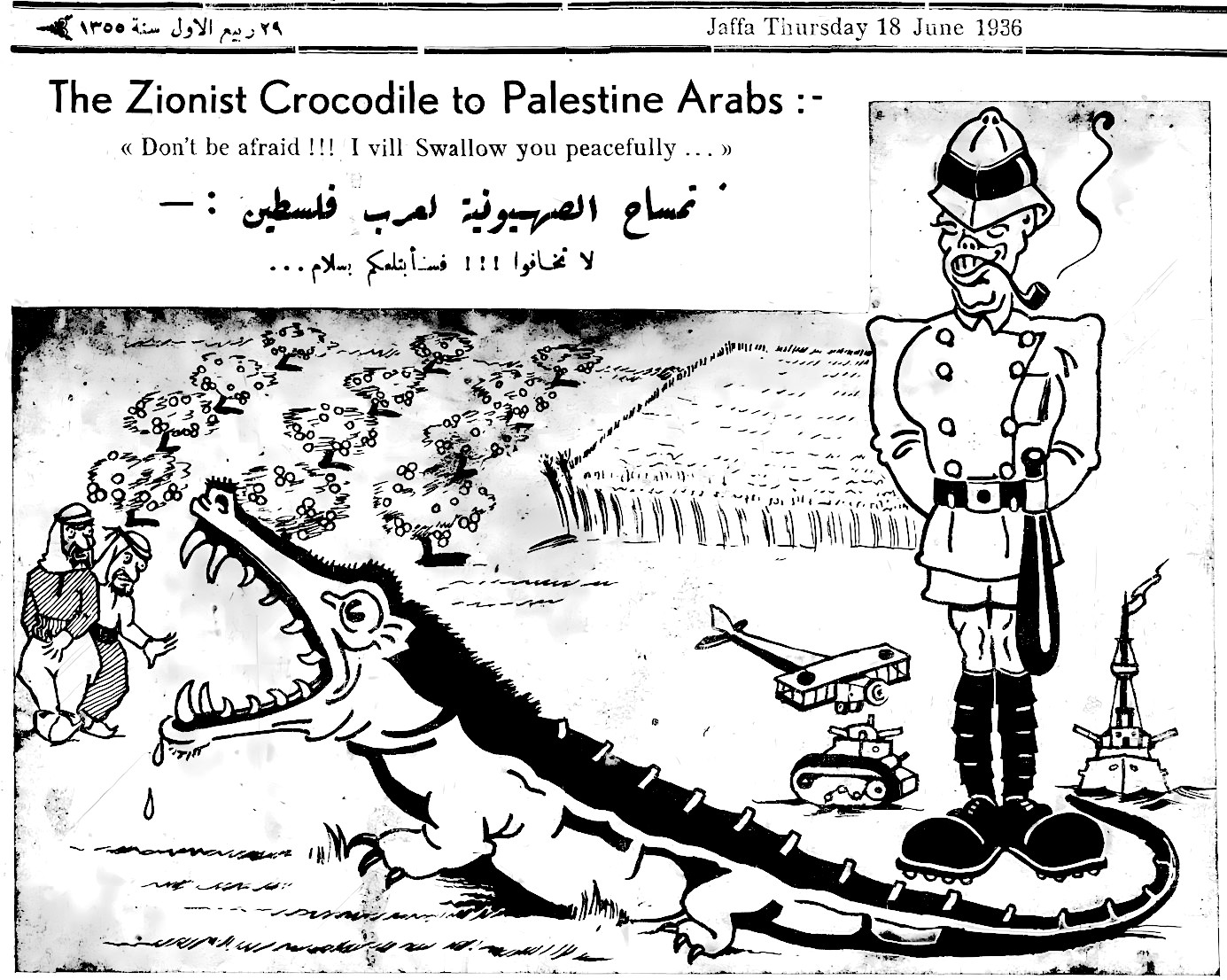
Karykatura z 1936 r. opublikowana w arabskojęzycznej gazecie Falastin o syjonizmie, Palestynie i Brytyjczykach: syjonizm symbolizowany przez krokodyla pod ochroną brytyjskiego oficera, mówiącego palestyńskim Arabom: „Nie bójcie się!!! Połknę was pokojowo...”

W listopadzie 1935 roku politycy arabscy przedstawili Brytyjczykom memorandum, domagając się utworzenia demokratycznego rządu arabskiego w Palestynie, wprowadzenia całkowitego zakazu żydowskiej imigracji oraz zakazu sprzedaży ziemi Żydom.
Równocześnie konferencja uczonych znawców Koranu zagroziła klątwą każdemu Arabowi, który sprzeda ziemię Żydom.
Napięcie w Palestynie nieustannie rosło i 21 kwietnia 1936 roku wybuchły z wielką siłą rozruchy antyżydowskie. Na czele arabskiej rewolty stanął wielki mufti Jerozolimy Haj Muhammad Amin al-Husseini. Najwyższa Rada Arabska domagała się powstrzymania żydowskiej imigracji i ogłosiła powszechny strajk. Napadano na osady oraz kibuce żydowskie. Mieszkańcy żydowskiej dzielnicy w Jerozolimie zostali ewakuowani przez brytyjskie wojsko.
W starciach zginęło ogółem 300 Żydów, 200 żołnierzy brytyjskich i 2 tysiące Arabów. Wielki mufti uciekł przed Brytyjczykami do francuskiego Libanu i nawiązał tam współpracę z niemieckimi nazistami.
Pomimo stłumienia rewolty arabskiej, nadal utrzymywało się napięcie w Palestynie. W latach 1936–1939 zbrojne grupy arabskie dokonały około 10 tys. akcji zbrojnych, w tym 1,3 tys. przeciwko placówkom brytyjskiego wojska. W starciach zginęło ogółem 2,8 tys. Arabów.
Skutkiem zamieszek 1936 roku była decyzja Żydów o szybkiej rozbudowie własnego portu w Hajfie (niezależnego od Jafy). W dalszej konsekwencji oznaczało to rosnącą izolację gospodarczą Żydów od Arabów.
11 listopada 1936 roku rząd brytyjski powołał Komisję Królewską pod przewodnictwem Lorda Williama Roberta Wellesleya Peela, mającą na celu zbadanie panującej sytuacji w Palestynie. Komisja Królewska 7 lipca 1937 roku ogłosiła raport podsumowujący (raport Komisji Peela). Podstawowe źródło konfliktu w Palestynie widziała w niepodległościowych aspiracjach Arabów, które kolidowały z dążeniami ruchu syjonistycznego. Ostatecznie osądzono, że jedynym wyjściem jest podział Palestyny na dwa państwa: małe żydowskie i duże arabskie, pozostawiając Jerozolimę i nadbrzeżny korytarz graniczny pod panowaniem brytyjskim.
3 sierpnia 1937 roku odbył się XX Kongres Syjonistyczny, na którym dyskutowano brytyjską propozycję podziału Palestyny. Za namową Weizmana i Ben Guriona Żydzi niechętnie przyjęli propozycję Brytyjczyków.
Jednak w sierpniu 1937 roku kraje arabskie odrzuciły brytyjską propozycję podziału Palestyny i zapowiedziały walkę aż do osiągnięcia niepodległości i utworzenia rządu arabskiego. Już jesienią w Palestynie wzrosła liczba morderstw dokonywanych na Żydach. Arabowie rozpoczęli tworzenie oddziały zbrojne, które głównie w okolicach Nablusu, Nazaretu i Tyberiady napadały na żydowskie osiedla oraz brytyjskie oddziały wojskowe.
Pomimo tak niekorzystnej sytuacji, wciąż rosła wielkość żydowskiej imigracji do Palestyny. Ocenia się, że w 1938 roku podczas nielegalnej imigracji (alija bet) w Palestynie osiedliło się około 100 tys. Żydów. Większość z nich zamieszkała na pustyni Negew oraz na Wybrzeżu Filistyńskim, co zachwiało dotychczasową jednolitością etniczną tego regionu.

### Trzecia biała księga

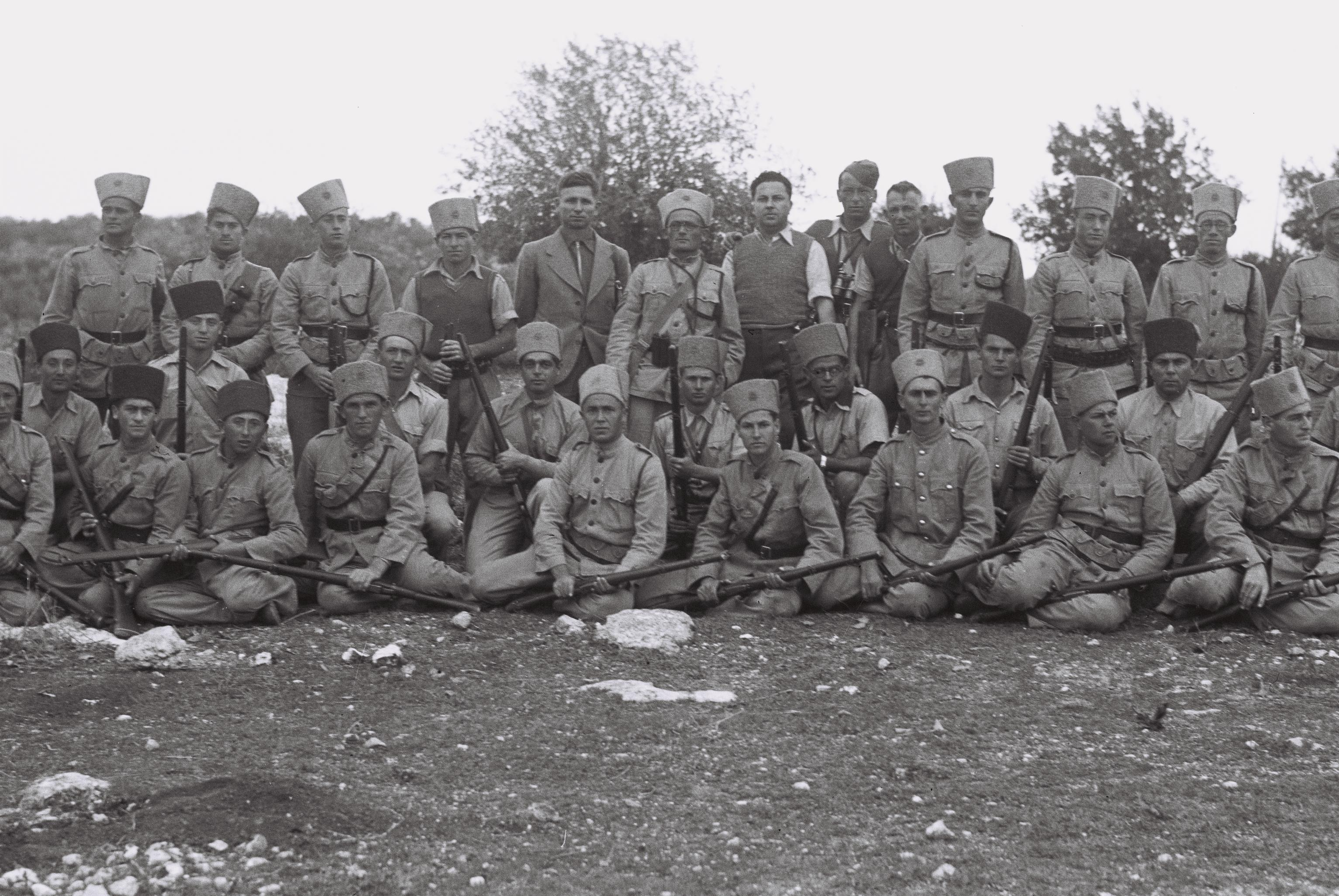
Jewish Settlement Police – 1938 rok

17 maja 1939 roku w wyniku nacisków strony arabskiej Wielka Brytania opublikowała trzecią białą księgę, zezwalającą na wjazd zaledwie 75 tys. żydowskich imigrantów do Palestyny w przeciągu najbliższych 5 lat.
Biała księga praktycznie zamknęła bramy Palestyny dla Żydów, co w konsekwencji równało się wyrokowi śmierci z rąk nazistów dla miliona Żydów w Europie. Winston Churchill powiedział, że biała księga oznacza „śmiertelny cios dla narodu żydowskiego”.
W odpowiedzi na ogłoszenie białej księgi żydowska organizacja terrorystyczna Irgun zorganizowała zamachy bombowe na brytyjskie budynki publiczne w Jerozolimie i Tel Awiwie oraz sabotaż na kolei.
16-25 sierpnia 1939 roku odbył się XXI Kongres Syjonistyczny w Genewie. Manifestacyjnie odrzucono na nim postanowienia brytyjskiej trzeciej białej księgi.
Na przestrzeni całego 1939 roku 34 statki zdołały przedrzeć się przez brytyjską blokadę i dopłynąć do brzegów Palestyny z żydowskimi uciekinierami z Europy. Powstało 17 nowych osad.
Łącznie w czasie wojny do Palestyny usiłowały się dostać 24 statki z uchodźcami, z
których jedynie 2 zdołały wyokrętować pasażerów. Pozostałe odsyłano do innych portów.

### II wojna światowa

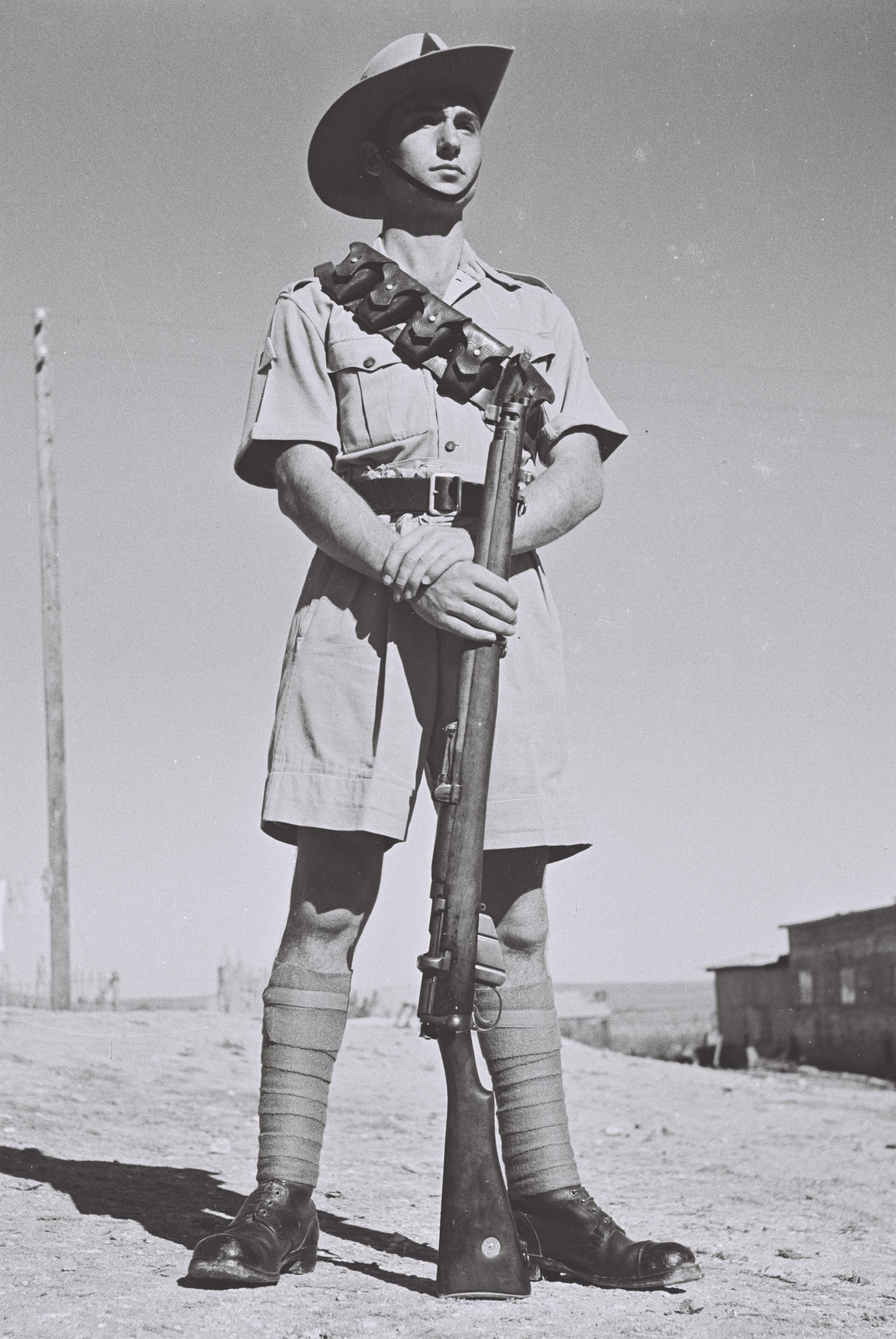
Członek Jewish Settlement Police – 1942 rok

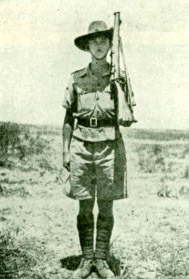
Członek Jewish Settlement Police – 1942 rok

Gdy we wrześniu 1939 roku wybuchła II wojna światowa w przeciągu dwóch pierwszych tygodni do armii brytyjskiej w Palestynie zgłosiło się 135 tys. żydowskich ochotników, pragnących walczyć z nazistami. W latach 1940–1945 w armii brytyjskiej służyło 26620 Żydów pochodzących z Palestyny (w tym 2650 w lotnictwie).
Równocześnie żydowskie organizacje zbrojne działające w Palestynie ogłosiły zawieszenie wszelkich działań przeciwko Brytyjczykom. Jedynie Awraham Stern nie podporządkował się zawieszeniu broni i założył własną organizację Lechi, która nadal prowadziła działalność terrorystyczną przeciwko Brytyjczykom w Palestynie.
15 i 24 lipca 1940 roku włoskie bombowce przeprowadziły naloty na Hajfę, zabijając 50 osób, a 9 września 1940 r. – nalot na Tel Awiw, zabijając ponad 100 osób.
W listopadzie 1940 roku do zatoki Hajfy przybił statek Atlantic z 1800 nielegalnymi imigrantami żydowskimi z Europy. Okręt nie mogąc przedostać się przez brytyjską blokadę, długo błąkał się po morzu. Po przybiciu do brzegów Palestyny, żydowscy imigranci zostali internowani przez władze brytyjskie i deportowani na Mauritius.
25 listopada 1940 roku do zatoki Hajfy wpłynął statek Patria z 1771 żydowskimi uchodźcami z Europy. Brytyjskie władze postanowiły odesłać nielegalnych imigrantów na Mauritius. Wówczas członkowie Hagany wysadzili statek, który zatonął (zginęło 257 imigrantów). Ocalonych imigrantów umieszczono w obozie dla internowanych Athlit, blisko Hajfy.
W grudniu 1940 roku u brzegów Palestyny zatonął statek Salvador z kilkuset nielegalnymi żydowskimi imigrantami. Statek zatonął nie otrzymawszy żadnej pomocy od Brytyjczyków.
Na wiosnę 1941 roku Brytyjczycy zaniepokojeni sukcesami Niemców i możliwością współpracy nazistów z Arabami, rozpoczęli bliższą współpracę z żydowską organizacją militarną Hagana.
8 czerwca 1941 roku wojska brytyjskie operujące z Palestyny najechały na Syrię i Liban, które były podporządkowane nazistowskiemu rządowi Vichy.
W dniach 10-12 czerwca 1941 r. włoskie bombowce kilkakrotnie zbombardowały Hajfę i Tel Awiw, zabijając 12 osób.
Jesienią 1942 roku Brytyjczycy zaczęli ograniczać współpracę z żydowską Haganą. Wynikało to z oddalenia niemieckiego zagrożenia dla Palestyny. Brytyjczycy usiłowali rozbroić Żydów, jednakże ci przeszli do działalności podziemnej.
18 lutego 1943 roku do Palestyny przybyła grupa 858 żydowskich dzieci z Polski, które przebyły długą drogę ucieczki przez Iran lub Indie. Zostały one nazwane „dziećmi Teheranu”.
W 1943 roku muzułmański wielki mufti Jerozolimy hadżi Amin el-Hussajni wystosował do niemieckiego ministra spraw zagranicznych Joachima von Ribbentropa list z prośbą o interwencję na Bałkanach w celu powstrzymania dalszego napływu Żydów europejskich do Palestyny.
12 lutego 1944 roku żydowska organizacja zbrojna Irgun rozpoczęła walkę z brytyjską władzą mandatową w Palestynie. Jako pierwsi atakowani byli brytyjscy oficerowie imigracyjni w Jerozolimie, Tel Awiwie i Hajfie.
20 września 1944 roku brytyjskie dowództwo utworzyło w Palestynie żydowską brygadę wojskową. Dowódcą brygady został Ernest Frank Benjamin (Żyd urodzony w Kanadzie). Brygadę nazwano Chativa Yehudit Lohemet, w skrócie Chi’l. Sztandar brygady posiadał pośrodku złotą gwiazdę Dawida, a u góry i na dole znajdowały się niebieskie pasy. Służyło w niej 5 tys. żydowskich żołnierzy.
W październiku 1944 roku brytyjskie władze przeprowadziły w Palestynie rozległą operację przeciwko Irgunowi i Lechi. Aresztowanych żydowskich działaczy deportowano do Erytrei, gdzie utworzono obóz dla internowanych. Do końca brytyjskiego mandatu internowano tam prawie 700 żydowskich aktywistów.

### Szósta alija (1941–1947)
Szósta fala żydowskich imigrantów przybywała do Palestyny w trudnych wojennych latach 1941–1947.
W tej szóstej Aliji przybyli nieliczni, którym udało się uciec przed zagładą w Europie.

### Wzrost napięcia
W 1945 roku Liga Arabska (Egipt, Arabia Saudyjska, Liban, Syria i Irak) wywarła silny nacisk na Wielką Brytanię, która utrzymała limity żydowskiej imigracji do Palestyny.
Pomimo to, 28 sierpnia 1945 roku statek Dalin przybił do brzegów Palestyny w okolicach miasta Cezarea. Na lądzie wylądowało 35 nielegalnych żydowskich imigrantów. W ten sposób rozpoczęła się ostatnia i największa fala nielegalnej żydowskiej imigracji do Palestyny.
16 września 1945 roku brytyjski premier Clement Richard Attlee odrzucił propozycję prezydenta Stanów Zjednoczonych Trumana o wpuszczeniu do Palestyny 100 tys. Żydów z Europy. Atlee wprowadził ograniczenia żydowskiej imigracji, zezwalając jedynie na napływ 18 tys. Żydów rocznie. Palestyna miała być państwem żydowsko-arabskim.
W takiej sytuacji żydowskie organizacje zbrojne działające w Palestynie zerwały wszelką współpracę z Brytyjczykami. Wysiłki skierowano na organizację nielegalnej imigracji żydowskiej oraz na walkę z brytyjską władzą mandatową.
10 października 1945 roku Żydzi zaatakowali brytyjski obóz dla internowanych Atlit pod Hajfą. Uwolniono 208 nielegalnych żydowskich imigrantów.
1 listopada 1945 roku Hagana, Irgun i Lechi przeprowadziły sabotaż linii kolejowych w 135 miejscach, zaatakowały cele w porcie w Hajfie i Jafie oraz stację kolejową w Lod. 27 grudnia 1945 roku – przeprowadziły zamach terrorystyczny na budynki brytyjskiego wywiadu w Jerozolimie i Jafie.
1 stycznia 1946 roku rząd brytyjski ponowił ograniczenia żydowskiej imigracji do Palestyny. Istniała zgoda na zaledwie 1,5 tys. Żydów miesięcznie.
W odwecie, w styczniu 1946 roku żydowskie organizacje zbrojne zaatakowały w Palestynie posterunki brytyjskiej policji w Kefar Witkin, Shfar’am i Sarona, oraz 3 brytyjskie lotniska (niszcząc 37 samolotów). W kwietniu przeprowadzono sabotaż na węźle kolejowym w Aszdod.
1 maja 1946 roku Amerykańsko-Brytyjska Komisja orzekła, że rozwiązaniem problemu żydowskiego byłoby wpuszczenie 100 tys. Żydów do Palestyny. W owym czasie w specjalnych obozach przejściowych w Europie znajdowało się ponad 250 tys. Żydów, pozbawionych własnych rodzin, domów i jakichkolwiek środków do życia. Dodatkowo Brytyjczycy zamknęli dla Żydów swój sektor okupacyjny w Niemczech, a Amerykanie zezwalali na napływ do swojego sektora jedynie 5 tys. Żydów miesięcznie. Żydzi europejscy po tragedii Holocaustu byli pozostawieni sami sobie. Nowa amerykańska propozycja była dla nich szansą znalezienia domu, jednakże Brytyjczycy odrzucili ją.
W czerwcu 1946 roku żydowskie organizacje zbrojne wysadziły 11 mostów łączących Palestynę z sąsiednimi krajami. W odwecie Brytyjczycy wzmocnili kontyngent wojskowy w Palestynie i rozpoczęli akcję terroru. Aresztowano 2700 Żydów, z których większość osadzono w obozie dla internowanych w Rafah.
22 lipca 1946 roku Irgun i Lechi przeprowadziły zamach bombowy na hotel King David w Jerozolimie, siedzibę dowództwa wojsk brytyjskich w Palestynie. Pomimo telefonicznych ostrzeżeń hotelu nie ewakuowano. Zginęło 91 osób, a 45 zostało rannych. Brytyjczycy twierdzili później, że żadnego ostrzeżenia nie otrzymali.
Wielu Żydów potępiło ten zamach (między innymi: Chaim Weizman i Dawid Ben Gurion).
Brytyjczycy po zamachu nasilili kontrole, ogłaszając godzinę policyjną w Jerozolimie i Tel Awiwie. W sierpniu Brytyjczycy założyli obóz dla internowanych na Cyprze. Do 1948 roku osadzono tam 50 tys. nielegalnych żydowskich imigrantów, którym nie udało się przedostać do Palestyny]. W całym 1946 roku przez brytyjską blokadę udało się przedostać 22 statkom, które do Palestyny przywiozły ponad 20 tys. Żydów.
Na jesieni 1946 roku podziemne żydowskie organizacje w Palestynie nasiliły swoją aktywność. Równocześnie zakładano nowe ufortyfikowane osiedla, które najczęściej były położone w strategicznych punktach Palestyny. Wobec nasilenia terroru, w lutym 1947 roku Brytyjczycy ewakuowali z Palestyny rodziny swoich żołnierzy.
W lipcu 1947 roku brytyjskie okręty wojenne zatrzymały u wybrzeży Palestyny statek Exodus 1947 z 4,5 tys. żydowskich uchodźców na pokładzie. Statek został siłą zmuszony do zawrócenia do portu Marsylia we Francji. Następnie popłynął do Hamburga w Niemczech, gdzie policja siłą zmusiła Żydów do opuszczenia statku. Uwaga opinii publicznej świata była skupiona na dramacie tych Żydów.
Na jesieni 1947 roku Żydzi i Arabowie w Palestynie zaczęli się zbroić. W wielu miejscach, aby zapobiec wybuchowi zbrojnych incydentów, dochodziło do podpisania lokalnych „układów o nieagresji” (około 100) między arabskimi wsiami a żydowskimi kibucami.

### Sprawa Palestyny w ONZ
Rząd brytyjski zdawał sobie sprawę, że sytuacja w Mandacie Palestyny wymyka się spod kontroli, dlatego 2 kwietnia 1947 oficjalnie przekazał sprawę Palestyny do Organizacji Narodów Zjednoczonych. 13 maja 1947 powołano Specjalny Komitet do Spraw Palestyny, która zaleciła zakończenie brytyjskiego mandatu nad Palestyną i utworzenie dwóch państw: żydowskiego oraz arabskiego.
29 listopada 1947 Zgromadzenie Ogólne ONZ przyjęło rezolucję nr 181. Była to decyzja w sprawie podziału Palestyny. Państwo żydowskie miało składać się z trzech kawałków, o trudnych do obrony granicach. Poza jego granicami miała być także stolica judaizmu i symbol tradycji żydowskiej – Jerozolima. Rezolucja ONZ podawała datę zakończenia brytyjskiego mandatu w Palestynie na 14 maja 1948.
Żydzi przyjęli postanowienie ONZ, natomiast Arabowie odrzucili.

### Wojna domowa w Palestynie

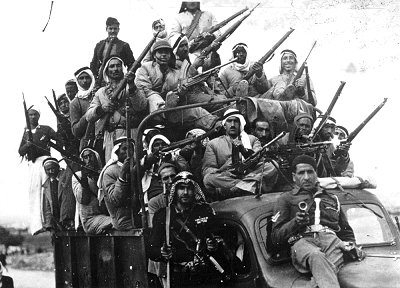
Arabscy ochotnicy (1947)

Zaraz po przyjęciu decyzji ONZ, arabskie oddziały zbrojne w Palestynie rozpoczęły kampanię ataków na żydowską komunikację pomiędzy osiedlami żydowskimi. Przemoc bardzo szybko przybrała rozmiary prawdziwej wojny domowej.
Pierwszy akt wojny nastąpił 30 listopada 1947 roku, kiedy to został zaatakowany żydowski autobus w pobliżu Lod.

### Państwo Izrael
14 maja 1948 roku o godzinie 16.00, Dawid Ben Gurion odczytał na posiedzeniu Rady Ludowej (Mo’ecet Ha-Am) w Tel Awiwie Deklarację Niepodległości, głoszącą o ustanowieniu Państwa Izrael.